# Melis Gábor
Melis Gábor (Pestszenterzsébet, 1949. szeptember 25. –) magyar színész.

## Életpályája
1972-ben diplomázott a Színház- és Filmművészeti Főiskolán, majd a Szegedi Nemzeti Színház tagja lett, ahol 1975-ig játszott. 1975–től 1985-ig Pécsi Nemzeti Színház, 1985–88 között a debreceni Csokonai Színház, 1988–tól 1990-ig a Miskolci Nemzeti Színház szerződtette. 1990 és 2005 között szabadfoglalkozású színművészként dolgozott, később találkozhatunk nevével a Budapesti Operettszínház és az Evangélium Színház előadásán is.

## Színházi szerepei

### Szegedi Nemzeti Színház
- William Shakespeare: A makrancos hölgy... Petruchio
- Madách Imre: Az ember tragédiája... Második koldus
- Victor Hugo: A királyasszony lovagja... Don Cezar de Basan
- Shakespeare: VI. Henrik... Sommerset
- Babay József: Három szegény szabólegény... Posztó Márton
- Görgey Gábor: Egy fiú és a tündér... Berreh
- Heltai Jenő: Naftalin... Dr. Szakolczay
- Witkiewicz: Az anya... Alfred de la Tréfuille gróf
- Krleža: Golgota... Andrej
- Huszka Jenő: Mária főhadnagy... Drakóczy
- Schönthan: A szabin nők elrablása... Szendeffy
- Friedrich Dürrenmatt: Angyal szállt le Babilonba... Nimród
- Lunacsarszkij: A felszabadított Don Quijote... Murcio Vesconsin gróf
- Schwab–DeSylva: Diákszerelem... Tom
- Révész Gy. István: Például Caius... Sanyi-Sempronius
- Szophoklész: Antigoné... A thébai férfiak karvezetője

### Pécsi Nemzeti Színház
- Garai Gábor: A reformátor... Bugenhagen János
- Feydeau: A barátom barátnője... Dzseb-el Szehedin, tábornok
- Sarkadi Imre: Elveszett paradicsom... Jóska
- Lenz: A katonák... Rammler, tiszt
- Csemer Géza: Cigánykerék... Lord
- Shakespeare: Hamlet... Guildenstern
- Molière: Nők iskolája... Enrique
- Anton Pavlovics Csehov: Cseresznyéskert... Jása
- Páskándi Géza: A vadorzó avagy a visszhang becsülete... Hans von Stahl
- Bertolt Brecht: Dobok és trombiták... Szélesvállú
- Friedrich Schiller: Haramiák... Razmann
- Corneille: Cinna... Polycleitos
- Herczeg Ferenc: Bizánc... Lizánder, udvari költő
- Lengyel Menyhért: Tájfun... Ügyész

### Debreceni Csokonai Színház
- Stavis: A szivárványszínű köntös... Szivárványszínű köntös
- Johann Strauss: A cigánybáró... Carnero
- Vajda Anikó–Vajda Katalin: Villa Negra... Csordás
- Shakespeare: Hamlet... Rosencrantz
- Mark Twain: Tom Sawyer mint detektív... Lem Beebe
- Lehár Ferenc: A mosoly országa... Hadfaludy Feri
- Stanisław Tym: A hajó... Igazgató

### Miskolci Nemzeti Színház
- Lehár Ferenc: Luxemburg grófja... Lord Lanchester
- Georges Bizet: Carmen... Zuniga
- Jack Popplewell: A hölgy fecseg és nyomoz... Robert de Charance

## Filmjei

### Tévéfilmek
- A dunai hajós (1974)
- Latinka Sándor
- A király pantallója
- Főúr, írja a többihez
- Szénporcsata
- Szomszédok (1989)
- Az oroszlánkirály (1994) - Pumbaa, a varacskos disznó

### Sorozatok
- Dallas - Raymond "Ray" Krebbs (Steve Kanaly)
- A Simpson Család - Skinner (Sintér) igazgató (1-5. évad)

### Rajzfilmek
- Timon és Pumbaa - Pumbaa, a varacskos disznó
- Az Oroszlán őrség - Pumbaa, a varacskos disznó
- Csak lazán, Scooby-Doo! - Scooby
- Gézengúz Hiúz - Lucky Shirley Piquel
- Dzsungel Könyve 2 - Balu
- Animánia - Vész